# Brunnenwald (Naturraum)
Als Brunnenwald wird ein Teil des Naturraums Bauland im Nordosten Baden-Württembergs bezeichnet, in dessen Gebiet der namengebende Brunnenwald liegt. Dabei handelt es sich um eine fast ganz bewaldete Fläche, die durch ein quellenreiches, zum Neckar hin fallendes Tälchen tief  zerschnitten wird. In dessen Rücken befinden sich aufgelöste Hochflächen mit einzelnen Decken von entkalktem Löss. Der Brunnenwald weist als naturräumliche Einheit Nr. 128.2 der Haupteinheitengruppe Neckar- und Tauber-Gäuplatten keine weitere Untergliederungseinheit in zweiter Nachkommastelle auf.

## Lage
Der Brunnenwald liegt nahe dem mittleren Neckartal. Er grenzt reihum im Nordwesten an das unterste Tal der Elz, in dem das Zentrum der Stadt Mosbach liegt und dessen obere linke Waldhänge etwa ab dem Dorf Neckarburken der Nachbargemeinde Elztal gerade noch dazuzählen. Im Nordosten geht er in die hügelige Flurlandschaft um die obere Talmulde des Schefflenz-Zuflusses Sulzbach über. Im Osten endet er etwa am Lauf des südwärts zur Jagst ziehenden Tiefenbachs. Vom Gundelsheimer Talort Tiefenbach bis an den Nordrand von Gundelsheim selbst folgt die südöstliche Grenze etwa der die Orte verbindenden K 2045. Die Südwestgrenze verläuft von dort an, unter Auslassung des Spornbergs Michaelsbergs in der bei Gundelsheim beginnenden Böttinger Talschlinge des Neckars nach Westen, dem oberen Hang des Neckartales von Gundelsheim über Neckarzimmern bis Neckarelz.
Angrenzende Naturräume sind das den nahen Neckartalabschnitt und das untere Elztal umfassende Neckarelzer Tal im Südwesten und Nordwesten, der Schefflenzgäu im Nordosten, welche beide ebenfalls Teile des Baulandes sind. Hinter jeweils kurzen Grenzabschnitten liegen im Osten jenseits des Tiefenbachs der Unterraum Neudenauer Hügel des Nachbarnaturraumes Kocher-Jagst-Ebenen sowie im Südosten der Unterraum Kocherplatten und Krumme Ebene des Nachbarnaturraumes Hohenloher und Haller Ebene an.

## Geologie
Die höchste triassische Schicht im Einzugsgebiet ist der auf den Rücken zwischen den nach Südwest und Süd ziehenden Taleinschnitten liegende Lettenkeuper (Erfurt-Formation). Auf den Höhen links des Elztals sowie in den zum Neckar laufenden Bachtälern steht der darunterliegende Obere Muschelkalk an. Erst an den tieferen, schon außerhalb liegenden Talhängen zur Elz und zum Neckar folgen Mittlerer und Unterer Muschelkalk. In einem Untertagebau von Neckarzimmern her wurde einst bergmännisch Gips aus dem Mittleren Muschelkalk gebrochen. Wenig nördlich von Gundelsheim befindet sich noch heute ein Steinbruch im Oberen Muschelkalk. Ein großer Teil der Hochflächen ist von Lösssediment aus quartärer Ablagerung bedeckt.

## Berge und Gewässer
Der Brunnenwald wird überwiegend südwärts bis südwestwärts zum Neckar hin entwässert, die größte Teilfläche davon über den bei Gundelsheim mündenden Anbach und dessen linken Unterlaufzufluss Brunnenbach. Weiter neckarabwärts folgen der kleine Steinbach unter Burg Hornberg und der in Neckarzimmern mündende Luttenbach. Zur Elz im Nordwesten hin laufen westwärts ein paar Klingen etwa von der Größe der des Steinbachs. Der schon erwähnte Tiefenbach zur Jagst verläuft auf einem Abschnitt auch im Brunnenwald, er hat das größte Einzugsgebiet unter den nicht direkt zum Neckar laufenden Bächen.

## Beschreibung
Der zu mehr als der Hälfte bewaldete Brunnenwald erstreckt sich über ein Höhenintervall von (sehr grob) 220 m ü. NHN bis 347 m ü. NHN. Das Maximum wird auf zwei Kuppen beidseits des oberen Luttenbachtals erreicht, auf denen der Mosbacher Siedlungsplatz Hardhof und der Weiler Stockbronn von Neckarzimmern stehen. Weitere Siedlungsplätze sind im Gebiet der Stadt Mosbach eine Bundeswehreinrichting auf dem Talsporn zwischen Neckar und Elz, der Weiler Bergfeld und das Gehöft Knopfhof. Der Neckarzimmerner Ort Luttenbachtal liegt teilweise im Naturraum, dessen Wohnplatz Evangelisches Jugendheim steht auf dem linken Talsporn des Luttenbachs. Weiter im Süden steht der Hof Böttinger Hof auf dem Rücken zwischen Anbach- und Steinbachtal, in einer Rodungsinsel im Wald Selbach der Weiler Dornbach, die beide wie das teilweise innerhalb liegende Dorf Tiefenbach im Tiefenbachtal zur Kleinstadt Gundelsheim gehören. Insgesamt ist die Besiedlung recht gering.

## Naturräumliche Gliederung
Die naturräumliche Einheit Brunnenwald ist folgender Teil der Über-Haupteinheit Bauland der Haupteinheitengruppe Neckar- und Tauber-Gäuplatten:
- (zu 12 Neckar- und Tauber-Gäuplatten)
  - 128 Bauland
    - 128.1 Neckarelzer Tal
    - 128.2 Brunnenwald (Naturraum)
    - 128.3 Schefflenzgäu
    - 128.4 Waidach
    - 128.5 Mittleres Bauland
      - 128.50 Seckach-Kirnau-Platten
      - 128.51 Kessachplatten
      - 128.52 Stöckig

    - 128.6 Östliches Bauland
    - 128.7 Buchener Platte
    - 128.8 Naturräumliche Einheit 128.8 (ohne Namen)
      - 128.80 Nördliches Bauland
      - 128.81 Wolferstetten-Eiersheimer Höhe
      - 128.82 Buch am Ahorn